# Schottenkloster St. Jakob (Regensburg)

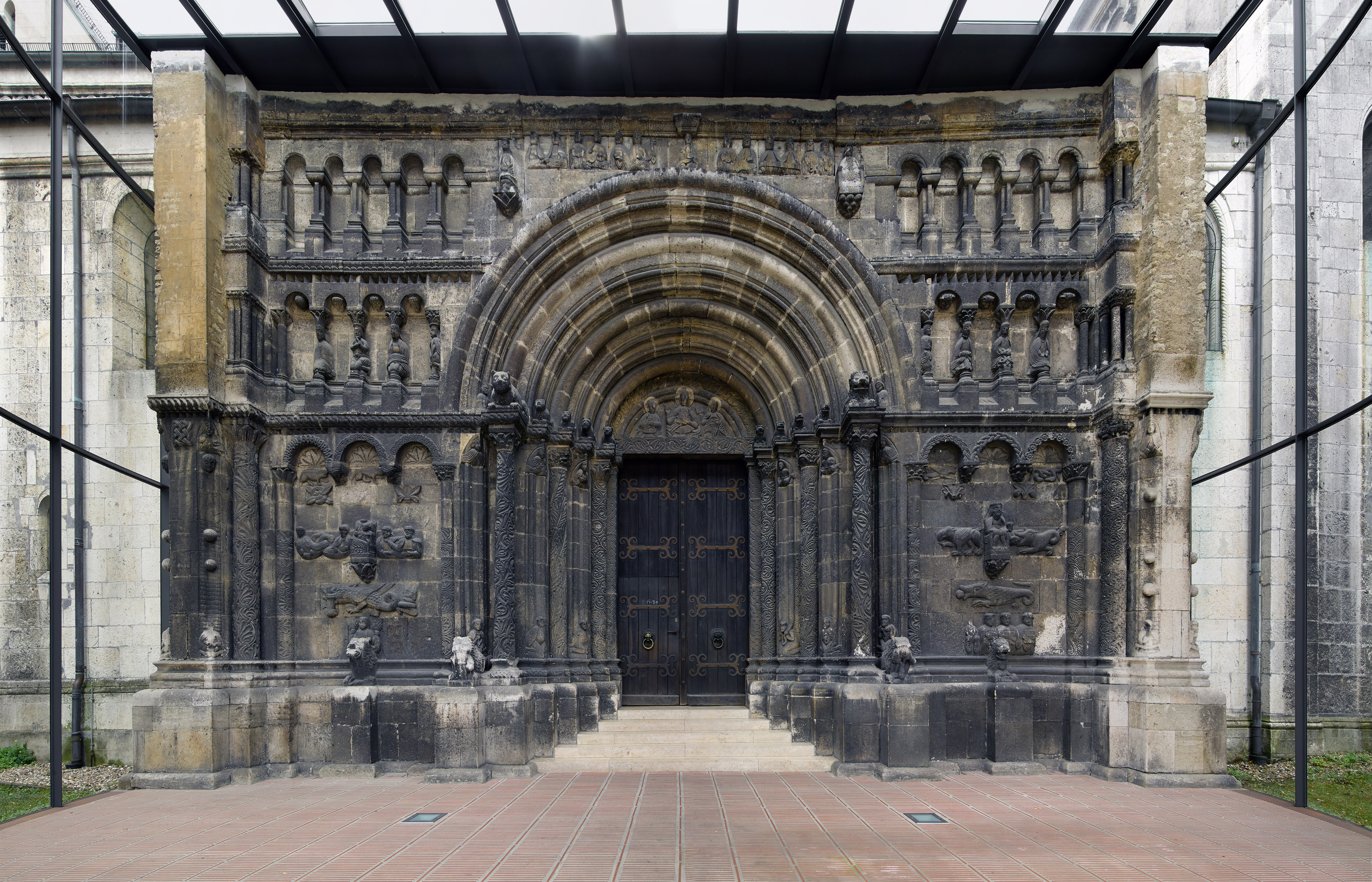
Portal der Schottenkirche St. Jakob

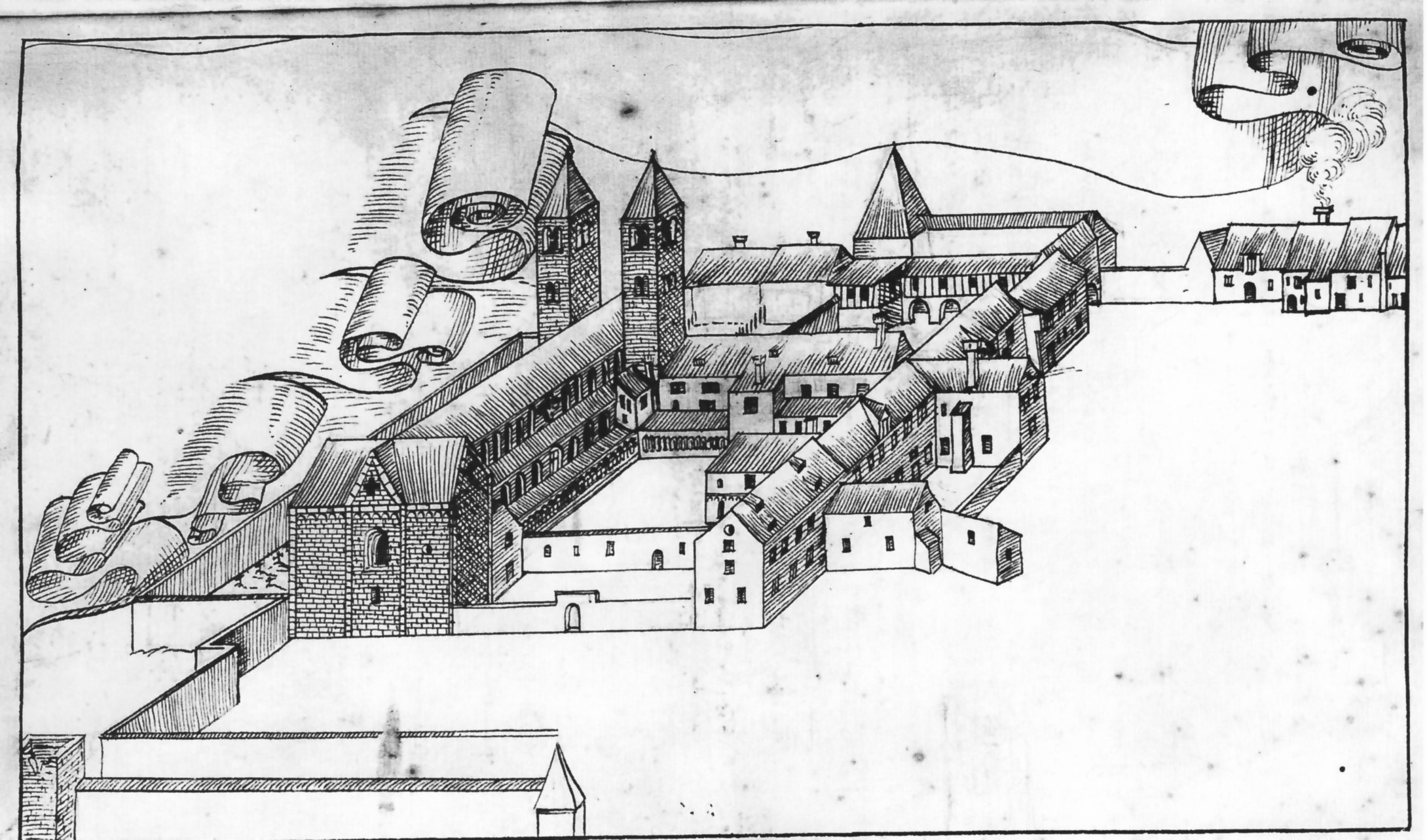
Ansicht St. Jakob von Südwest um 1640

Das Schottenkloster St. Jakob in Regensburg in Bayern ist ein ehemaliges Kloster der Benediktiner in der Diözese Regensburg. Das Kloster wurde um 1100 von irischen Mönchen gegründet und um 1500 von schottischen Mönchen übernommen. Wegen seiner besonderen internationalen Verbindungen und seiner exterritorialen Stellung entging das Kloster der Säkularisation und schaffte während der Regierungszeit von Karl Theodor von Dalberg einen beachtlichen Aufschwung als Ort der Wissenschaften. Erst 1862 wurde das Kloster aufgelöst und die Konventsgebäude umgebaut. Seit 1872 werden die ehemaligen Konventsgebäude als Katholisches Priesterseminar genutzt. Das berühmte Nordportal der zugehörigen Klosterkirche mit seinen Portalfiguren zählt zu den großen Werken der Romanik.

## Geschichte Iroschottische Mission
Die Gebäude des Regensburger Schottenklosters entstanden am Ende des 11. Jahrhunderts. Von hier aus entwickelte sich die letzte Welle von irischen Klostergründungen auf dem europäischen Kontinent. Später wurden diese Klöster von schottischen Mönchen übernommen und wurden seitdem als Schottenklöster bezeichnet.
Zur Gründung eines Klosters in Regensburg kam es zwischen 1060 und 1075, als dem irischen Mönch Marianus Scottus, der sich mit seinen Begleitern auf der Pilgerfahrt nach Rom befand, die kleine Kirche Weih-Sankt-Peter überlassen wurde. Sie lag vor den Toren von Regensburg, südlich außerhalb der Arnulfinischen Stadtmauer und wurde von ihm zu einer provisorischen Klosterniederlassung ausgebaut. Die Niederlassung wurde schon bald für die stetig wachsende Gemeinschaft zu klein und man begann um 1090 mit Unterstützung des Burggrafen Otto von Regensburg und angesehener Bürger der Stadt ca. 1 km westlich entfernt aber ebenfalls noch außerhalb der Arnulfinischen Stadtmauer mit dem Bau eines neuen größeren Klosters, das  zu Ehren des Apostels Jakobus dem Älteren und der hl. Gertrud geweiht wurde. Von diesem Regensburger Kloster ausgehend entwickelte sich dann ein Verband von Klöstern auf dem europäischen Kontinent, die ausschließlich von irischen Mönchen besiedelt waren, die nach der Benediktusregel lebten (siehe Liste der Schottenklöster).
Der Verband dieser Klöster stand seit dem frühen 13. Jahrhundert unter der Leitung des Abtes des Regensburger Klosters Sankt Jakob. Das Kloster war nach 1320 von der neu erbauten mittelalterlichen Stadtmauer umgeben und war damit in das Stadtgebiet eingegliedert. Nachdem während der Reformationszeit die Klöster dieses irischen Verbandes untergegangen waren, wurden ab 1515/16 die Klöster in Regensburg, Erfurt und Würzburg von schottischen Benediktinern neu besiedelt. Das Regensburger Kloster diente dann in den folgenden drei Jahrhunderten als Ausbildungsstätte für schottische Priester.
Anders als die Klöster in Erfurt und Würzburg, die im Zuge der Säkularisation 1803 aufgelöst wurden, blieb das Regensburger Kloster wegen seines exterritorialen Status nach 1810, nach der Eingliederung von Regensburg in das Königreich Bayern erhalten. Erst 1862 wurde das Kloster auf Drängen des Regensburger Bischofs Ignatius von Senestrey wegen Personalmangels auf Geheiß von Papst Pius IX. aufgelöst und an das Bistum Regensburg übergeben. Nach Umbaumaßnahmen zwischen 1866 und 1872 bezog das Priesterseminar des Bistums die ehemaligen Klosterräume.

## Äbte des Klosters St. Jakob (Auswahl)
- Ninian Winzet (1577–1592): Beichtvater der schottischen Königin Maria Stuart
- Alexander Baillie (1646–1655): rettete das durch den Dreißigjährigen Krieg personell und wirtschaftlich geschwächte Kloster vor der drohenden Auflösung durch den Bischof von Regensburg
- Bernhard Bailli († 26. April 1743): vor seiner Wahl Professor an der Universität Salzburg
- Bernard Stuart, 1743–1755
- Placidus Fleming (1672–1720): neue Blüte des Klosters; Einrichtung eines Seminars zur Ausbildung der schottischen Jugend
- Maurus Stuart, Dr. theol. et phil, Professor in Erfurt († 13. Dezember 1720)
- Gallus Leith († 18. Oktober 1775)
- Benedikt Aburthnot (1737–1820): bedeutender Mathematiker und Philosoph; konnte das Kloster vor der drohenden Aufhebung bei der Säkularisation 1803 bewahren

## Kirche und Klosterbauten
Ein erster Kirchenbau wurde bereits 1120 geweiht, musste wegen Baufälligkeit jedoch bald weder bis auf die beiden Türme und die Nebenapsiden abgebrochen und neu errichtet werden. Wann der in Quadermauertechnik aufgeführte Neubau fertiggestellt wurde, ist nicht bekannt. Diese bis heute nahezu unverändert erhaltene dreischiffige Basilika mit Westquerhaus gehört zu den bedeutendsten Bauten der Romanik in Süddeutschland. Bemerkenswert sind neben dem hohen technischen Niveau der Bauausführung vor allem die skulptierten Kapitelle der Rundpfeiler des Mittelschiffs und das reich mit figürlichen und ornamentalen Bildwerken geschmückte Hauptportal an der Nordseite der Kirche. Die barocke Neugestaltung der Kirche am Ende des 17. Jahrhunderts beschränkte sich auf die Einwölbung der Seitenschiffe und den Einbau einer barocken Kassettendecke im Mittelschiff. Nach dem Übergang des Klosters an das Bistum Regensburg wurde die Kirche im Sinne des Historismus reromanisiert. Diese Restaurierung bestimmt den Eindruck des Innenraums bis heute.
Von den Klosterbauten aus der Zeit der Romanik hat sich nur der im Süden der Kirche liegende Kreuzgang in seinen Grundzügen erhalten. Spätere Umbauten aus der Zeit der Gotik, des Barock und des 19. Jahrhunderts lassen, bis auf wenige Reste, seine ursprüngliche Gestalt aber kaum mehr erkennen. Unter Abt Gallus wurde der an den heutigen Bismarckplatz grenzende Ostflügel mit der äußeren Pforte und der Westflügel zum ehemaligen Klostergarten errichtet. Die Klostergebäude wurden nach 1862 für die Bedürfnisse des Priesterseminars Regensburg grundlegend umgebaut und in den 1930er Jahren nochmals erweitert (Speisesaal, Hauskapelle und Südflügel).

## Pflege der Wissenschaft
Die Pflege der Wissenschaften, insbesondere der Naturwissenschaften, hatte im Regensburger Schottenkloster eine lange Tradition. Dies spiegelt sich auch darin, dass die Regensburger Schottenmönche das geistige Leben in Bayern im 18. Jahrhundert entscheidend mitbestimmten und auch an der Gründung der Bayerischen Akademie der Wissenschaften beteiligt waren. Außerdem waren mehrmals Mönche des Klosters – so z. B. die bereits genannten Äbte Bernhard Bailli und Maurus Stuart – als Professoren an den Universitäten in Salzburg und Erfurt tätig.
- Bernhard Stuart: lehrte Experimentalphysik und Architektur an der Universität Salzburg
- Andreas Gordon (1712–1751): Professor der Philosophie an der Universität Erfurt
- Ildephons Kennedy (1720–1804): langjähriger Sekretär der Bayerischen Akademie der Wissenschaften